# No Regret (film)
Pour les articles homonymes, voir No Regret.
Pour plus de détails, voir Fiche technique et Distribution.
No Regret (hangeul : 후회하지 않아 ; hanja : 後悔하지 않아 ; RR : Huhwihaji anha ; MR : Huhoehaji anha ; litt. « Je ne le regrette pas ») est un film sud-coréen réalisé par Lee Song-hee-il, sorti en 2006.

## Synopsis
Lee Su-min a passé toute son enfance à l'orphelinat et, vu qu'il a désormais dix-huit ans, il est contraint de quitter cet établissement. Il se trouve à Séoul en tant qu'étudiant, n'empêche qu'il doit travailler comme ouvrier, le jour, et comme chauffeur, la nuit, pour gagner au moins sa vie. 
Un jour, il escorte comme chauffeur un homme un peu bourré prénommé "Song Jae-min" qui n'est autre que le fils de son patron à l'usine où il travaille. Ce dernier, immédiatement, tombe éperdument amoureux de "Lee Su-mi" qui refuse ses avances, ignorant chacun le statut de l'autre.
Très vite, "Lee Su-mi" perd son emploi à l'usine. À force de trouver des petits boulots qui ne lui suffisent pas, il fait son premier pas dans une maison close pour hommes en tant que gigolo, Malgré cela, "Song Jae-min" ne perd pas espoir et fait tout son possible pour conquérir l'homme qu'il aime follement.

## Fiche technique
Sauf indication contraire ou complémentaire, les informations mentionnées dans cette section peuvent être confirmées par la base de données KMDb
- Titre original : 후회하지 않아
- Titre international et français : No Regret
- Réalisation et scénario : Lee Song-hee-il
- Musique : Lee Byeong-hoon
- Décors : Park Hye-seong
- Costumes : Lee Yeon-sin
- Photographie : Yeon Ji-won
- Son : Kim Su-hyeon
- Montage : Lee Jeong-min et Lee Song-hee-il
- Production : Kim Jho Kwang-soo
- Société de production : Generation Blue Films
- Société de distribution : CJ Entertainment
- Pays de production :  Corée du Sud
- Langue originale : coréen
- Format : couleur
- Genre : drame, romance
- Durée : 114 minutes
- Dates de sortie :
  - Corée du Sud : 16 novembre 2006
  - France : 15 avril 2008 (Festival International du Film Gay et Lesbien de Grenoble) ; 15 octobre 2008 (DVD et Blu-ray)

## Distribution
- Lee Yeong-hoon : Lee Soo-min
- Kim Nam-gil : Song Jae-min
- Kim Jeong-hwa : Hyeon-woo
- Jo Hyeon-cheol : Jeong-tae
- Kim Dong-wook : Ga-ram
- Jeong Seung-gil : Madame
- Lee Seung-won : Hwan-sun
- Kim Hwa-yeong : la mère de Jae-min
- Lee Seung-cheol : le père de Jae-min

## Production
Le réalisateur Lee Song-hee-il s'inspire de son court métrage Good Romance, réalisé en 2001, pour en faire un long.

## Accueil
No Regret sort le 16 novembre 2006 en Corée du Sud, recevant[style à revoir] 43 265 spectateurs, dont 30 713 à Séoul, en ce jour-là.
En France, il se projette au grand écran au Festival International du Film Gay et Lesbien de Grenoble, le 15 avril 2008, avant sa sortie en DVD/Blu-ray à partir de 15 octobre 2008.

## Distinctions

### Récompenses
- Korean Association of Film Critics Awards 2006 : meilleur nouvel acteur pour Lee Yeong-hoon
- Director's Cut Awards 2006 : meilleur réalisateur indépendant pour Lee Song-hee-il

### Nominations
- Baeksang Arts Awards 2007 : meilleur nouvel acteur pour Lee Yeong-hoon